# 버다나

버다나

버다나(Verdana)는 휴머니스트 산세리프형 디지털 글꼴이다. 1996년 마이크로소프트 사에서 컴퓨터 디스플레이상에서의 가독성을 높이기 위해 처음 도입하였다.

## 제작
영국의 타이포그래퍼 매튜 카터가 제작하였으며, 모노타입의 토머스 리크너가 힌팅 작업을 맡았다. 당시 마이크로소프트 사내 타이포그래피부 소속이었던 버지니아 하울렛이 글꼴의 필요성을 인식하였고 스티브 발머가 의뢰하면서 제작될 수 있었다. '버다나' (Verdana)라는 글꼴 이름은 마이크로소프트 본사가 있던 워싱턴주의 별명 'Evergreen State'에서 연상된 'verdant' (→파릇파릇하다)와 하울렛의 큰딸 이름이었던 '애나' (Ana)를 합친 것이다.
1996년 처음 배포된 버다나는 마이크로소프트 사의 운영체제인 마이크로소프트 윈도우 시리즈와 윈도우용·맥 OS용 마이크로소프트 오피스, 인터넷 익스플로러에 함께 탑재되었다. 맥 OS X 10.4버전부터는 맥 OS 운영체제에 자체적으로 탑재되기 시작했다. 뿐만 아니라 2002년까지만 해도 exe와 .sit.hgx 확장자 파일 설치와 트루타입 폰트를 지원하는 시스템 유저라면, 마이크로소프트 홈페이지에서 버다나 글꼴을 프리웨어로 다운로드할 수도 있었다. 이때 배포된 다운로드판 설치파일은 오늘날에도 다른 웹사이트에서 구할 수 있지만 옛날 버전 한정으로만 공유되고 있으며 최근 버전은 프리웨어로 다운받을 수 없다.
버다나의 보급률은 대단해서 전세계의 대다수 PC에는 버다나가 설치되기에 이르렀다. 한 조사에 따르면 윈도우 PC 중 99.70%가, 맥 OS PC 중 98.05%가, 리눅스를 비롯한 오픈소스 운영체제 PC 중 67.91%가 버다나가 깔려있는 것으로 밝혀지기도 했다. 미국 위치타 주립대학교 소프트웨어 유저빌리티 리서치 연구소에서 온라인용 폰트를 조사한 연구에 따르면, 조사 대상자들은 전반적으로 가장 좋아 보이는 폰트로 버다나를 골랐으며, 가장 가독성이 좋은 폰트로도 인식되었다. 그러나 마이크로소프트의 폰트 매니저인 빌 힐은 "엑스하이트가 크고 자간도 다소 넉넉해서 eBook 폰트로 쓰기엔 불편한 감이 없잖다"라는 의견을 밝혔다. 이 때문에 마이크로소프트는 자사 e-book 제품인 마이크로소프트 리더용으로 쓰일 서체로 기존의 벌링 (Berling)이나 프루티거 (Frutiger)의 대용 서체를 개발하고 있다고 밝혔다. 하지만 애플 사의 iPad에는 문서 읽기용 폰트 중 하나로 버다나가 들어갔으며 2011년 업데이트로 사라질 때까지 유지된 바 있다.

## 특징

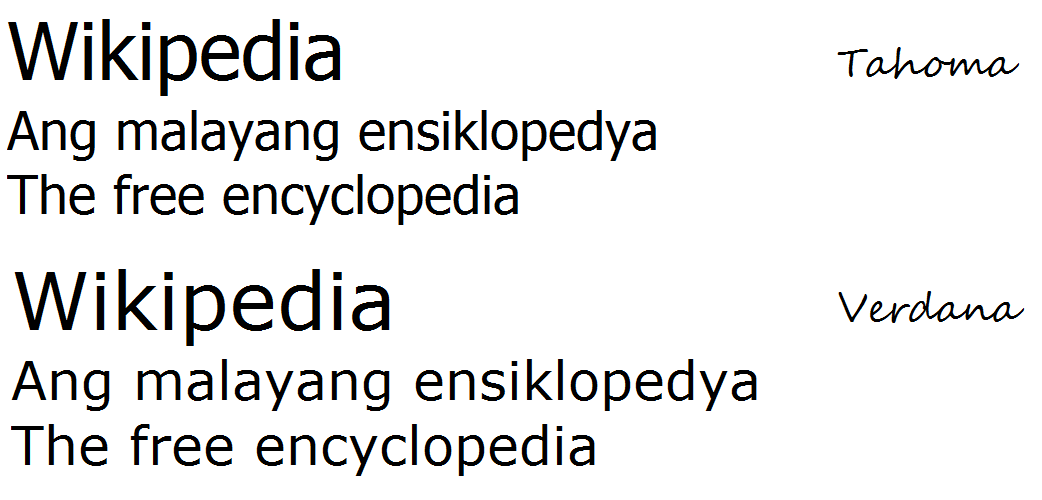
타호마와 버다나의 비교

버다나는 프루티거 같은 휴머니스트 산세리프 글꼴과 유사성을 보이며, 당시 저해상도 위주였던 컴퓨터 스크린에 작은 크기로 쓰여 있어도 쉽게 읽을 수 있도록 디자인되었다. 여타 글꼴과 마찬가지로 버다나는 헬베티카류 인쇄매체용 글꼴보다 엑스하이트 (소문자의 높이)가 크며, 각 글자의 비율이 넓고 자간이 좁다. 각 획을 서로 확실히 구별할 수 있도록 속공간을 넓혔으며, 본문 가독성을 높이기 위해 비슷한 모양의 글자를 분명히 다른 모양으로 디자인했다. 볼드체의 경우 스크린상 표시의 한계에 알맞도록 인쇄용 폰트의 일반크기보다 두껍게 하였다. 카터는 버다나를 디자인하면서 가장 중점적으로 신경썼던 부분은 자간이었다고 밝힌 바 있다.
그밖에 버다나의 주요 특징으로는 다음을 들 수 있다.
- 소문자 i의 점이 네모꼴이다.
- 소문자 j와 대문자 J의 아래쪽 획 맨 위에 왼편으로 삐침이 나 있다.
- 소문자 a가 2층으로 되어 있다.
- 대문자 Q의 꼬리가 원 아래 중앙을 향해 있다.
- 대문자 I가 위아래로 두 개의 삐침이 나 있다.

버다나의 각 글자가 유사한 글자와의 혼동을 최소화했음을 보여주는 예시로는, 숫자 1에 왼쪽으로 삐침을 냄으로써 소문자 l (L, 엘)과 대문자 I (i, 아이)와 차별화한 점을 들 수 있다. 이는 산세리프 글꼴 뉴스 고딕과 프랭클린 고딕의 숫자 '1'과 비슷하다.

## 같이 보기
- 조지아
- 시고 (Segoe)
- 타호마